# Jujols
Jujols [ʒyʒɔls]  (en catalan Jújols )  est une commune française située dans le centre du département des Pyrénées-Orientales, en région Occitanie. Sur le plan historique et culturel, la commune est dans le pays de Conflent, correspondant à l'ensemble des vallées pyrénéennes qui « confluent » avec le lit creusé par la Têt entre Mont-Louis et Rodès.
Exposée à un climat océanique altéré, elle est drainée par divers petits cours d'eau. Incluse dans le parc naturel régional des Pyrénées catalanes, la commune possède un patrimoine naturel remarquable : deux sites Natura 2000 (le « massif du Madres-Coronat » et le « massif de Madres-Coronat »), un espace protégé (la réserve naturelle nationale de Jujols) et deux zones naturelles d'intérêt écologique, faunistique et floristique.
Jujols est une commune rurale qui compte 42 habitants en 2022, après avoir connu un pic de population de 242 habitants en 1806. Elle fait partie de l'aire d'attraction de Prades. Ses habitants sont appelés les Jujoliens ou  Jujoliennes.

## Géographie

### Localisation
La commune de Jujols se trouve dans le département des Pyrénées-Orientales, en région Occitanie.
Elle se situe à 51 km à vol d'oiseau de Perpignan, préfecture du département, et à 12 km de Prades, sous-préfecture.
Les communes les plus proches sont : 
Serdinya (2,2 km), Olette (2,7 km), Souanyas (2,7 km), Oreilla (3,6 km), Escaro (4,0 km), Nyer (4,4 km), Canaveilles (5,3 km), Fuilla (5,6 km).
Sur le plan historique et culturel, Jujols fait partie de la région de Conflent, héritière de l'ancien comté de Conflent et de la viguerie de Conflent. Ce pays correspond à l'ensemble des vallées pyrénéennes qui « confluent » avec le lit creusé par la Têt entre Mont-Louis, porte de la Cerdagne, et Rodès, aux abords de la plaine du Roussillon.

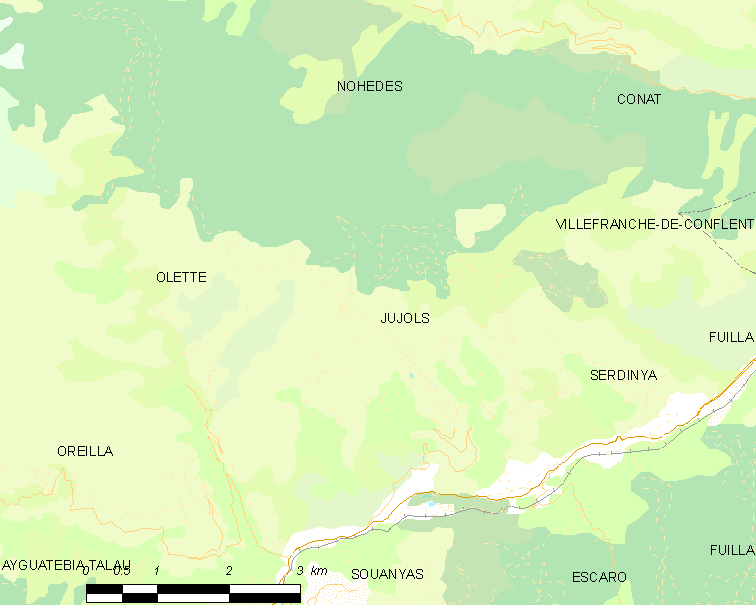
Situation de la commune.

|        | Nohèdes |          |
| Olette | Jujols  | Serdinya |
|        |         |          |

### Géologie et relief
L'altitude de la commune varie entre 570 mètres au niveau de la Têt et 2 163 mètres près du mont Coronat.
Le village lui-même est à 1 000 m d'altitude (940 m pour le bas du village et 1 000 m pour le haut).
Jujols est situé dans une zone de schistes cambro-ordoviciens vieux d'environ 500 millions d'années,. Le schiste a été utilisé dans la construction de nombreux bâtiments du village.
La commune est classée en zone de sismicité 4, correspondant à une sismicité moyenne.

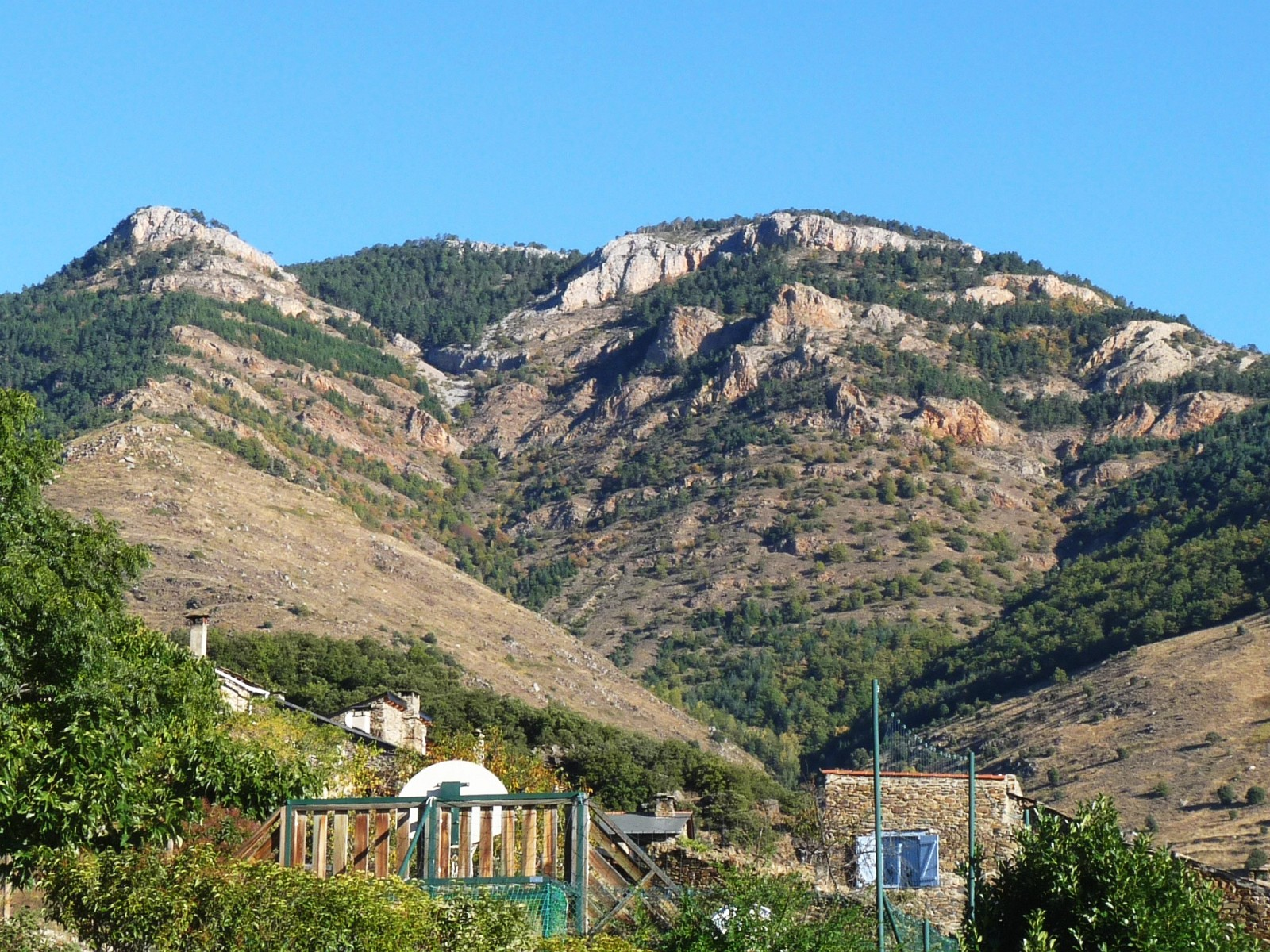
La montagne au-dessus du village.
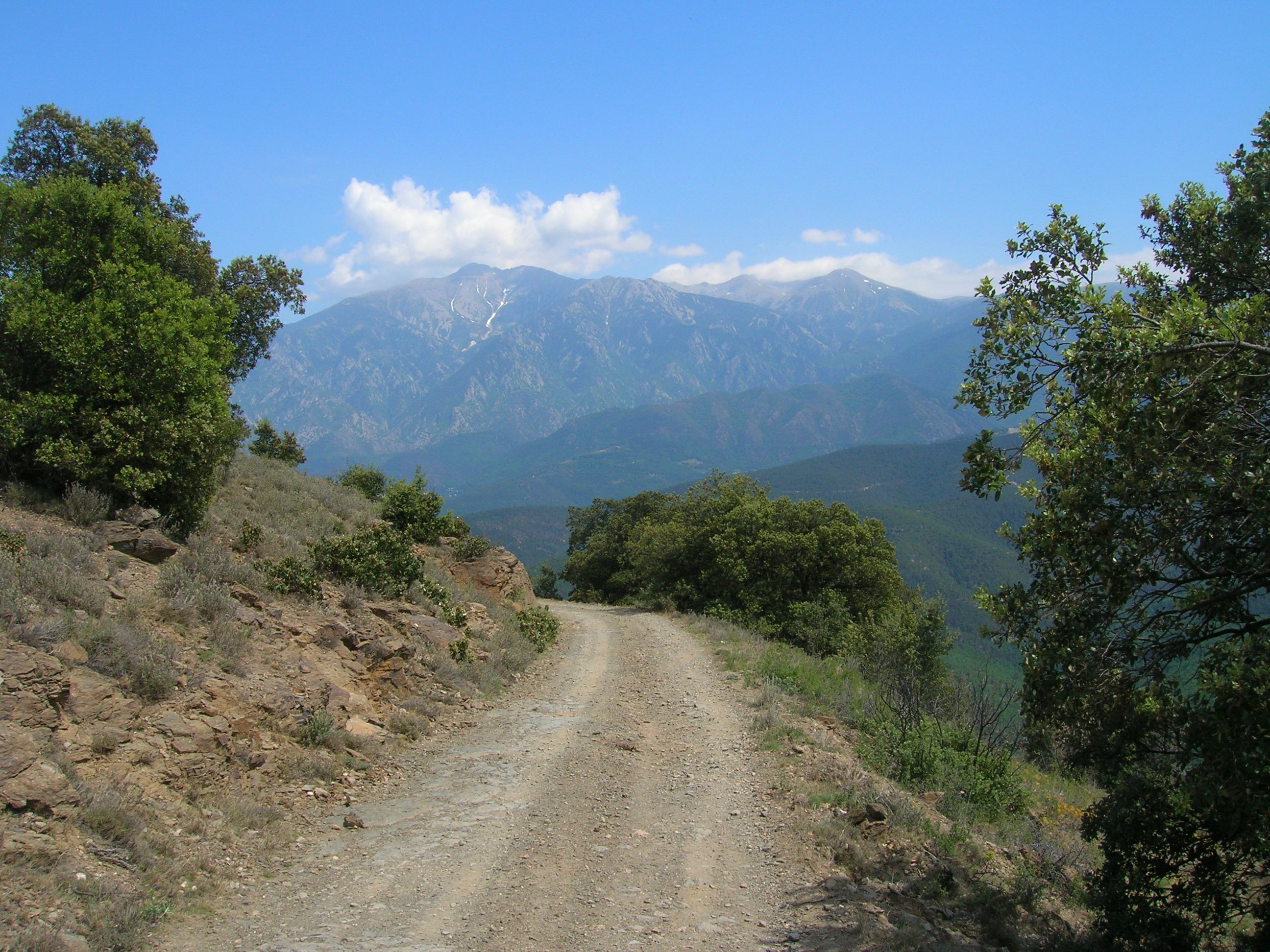
Le Canigou vu depuis Jujols.
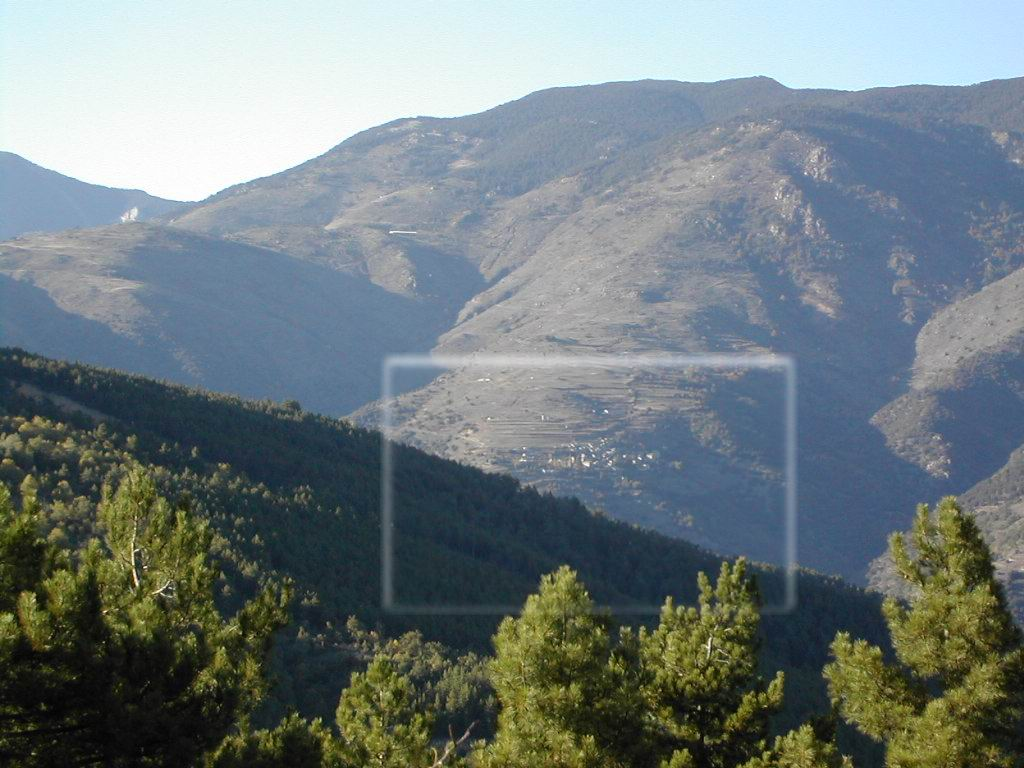
Jujols vu d'en face.
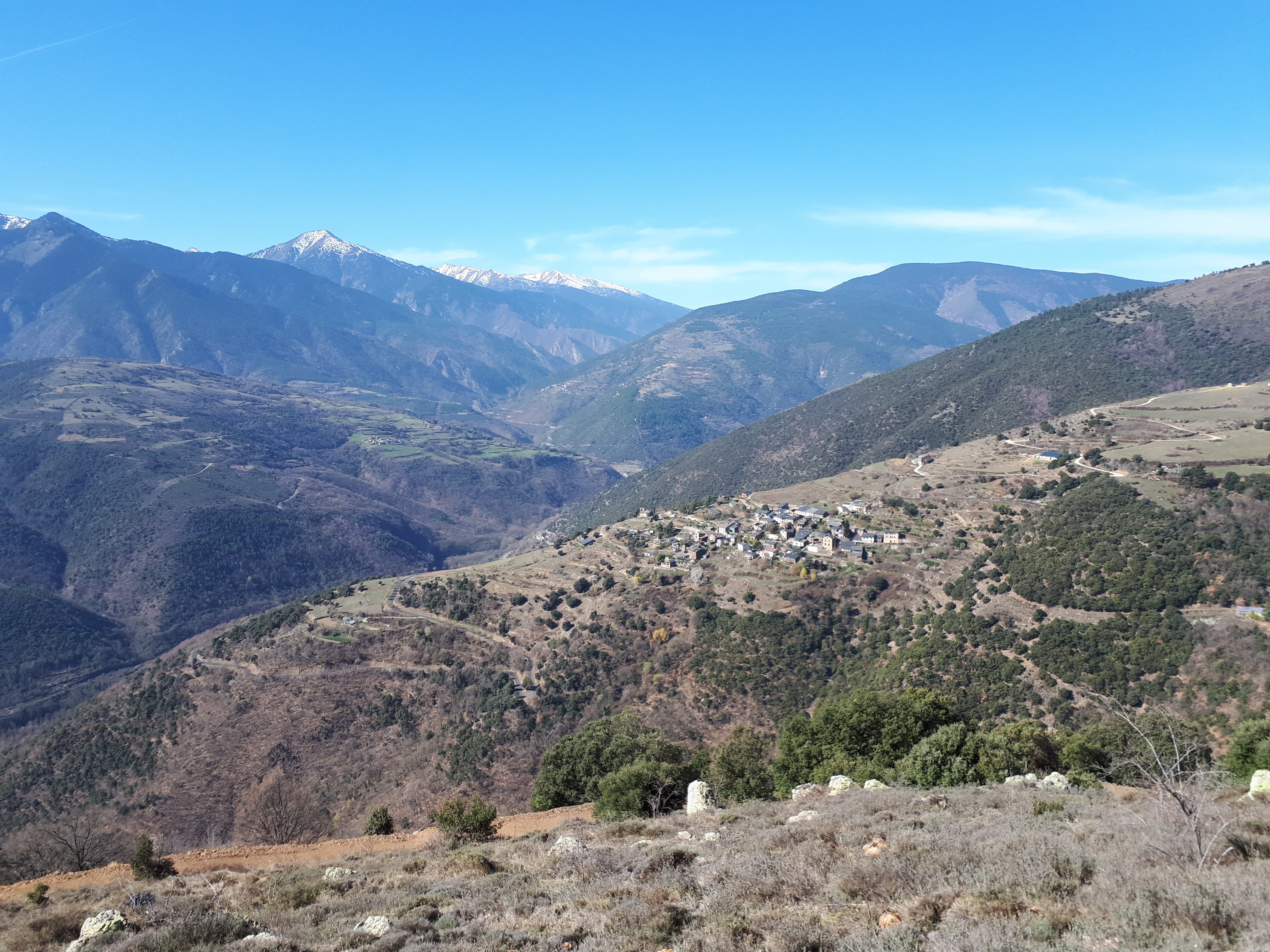
Le village, perché à flanc de montagne, 400 mètres au-dessus de la vallée de la Têt.

### Hydrographie
À part la source pour l'eau potable, Jujols ne possède qu'une seule source à peu près capable d'irriguer (très peu) les terrains du village. Cette source dite de Font-Frede apparaît dans le bois de Jujols, s'écoule par le ravin de Font-frede mais quitte le territoire de la commune au nord du Coll Diagre pour se diriger sur Évol par le ravin du Riell. Depuis toujours Jujols a cruellement souffert du manque d'eau, autant pour les hommes que pour l'irrigation. En 1990, sous l'impulsion du maire, un grand chantier est entrepris : la construction d'une retenue collinaire et d'un vaste réseau d'irrigation pour capter l'eau de pluie du printemps et la redistribuer pendant l'été. Depuis, l'eau coule en abondance à Jujols et chaque champ à sa vanne d'irrigation sous pression,.

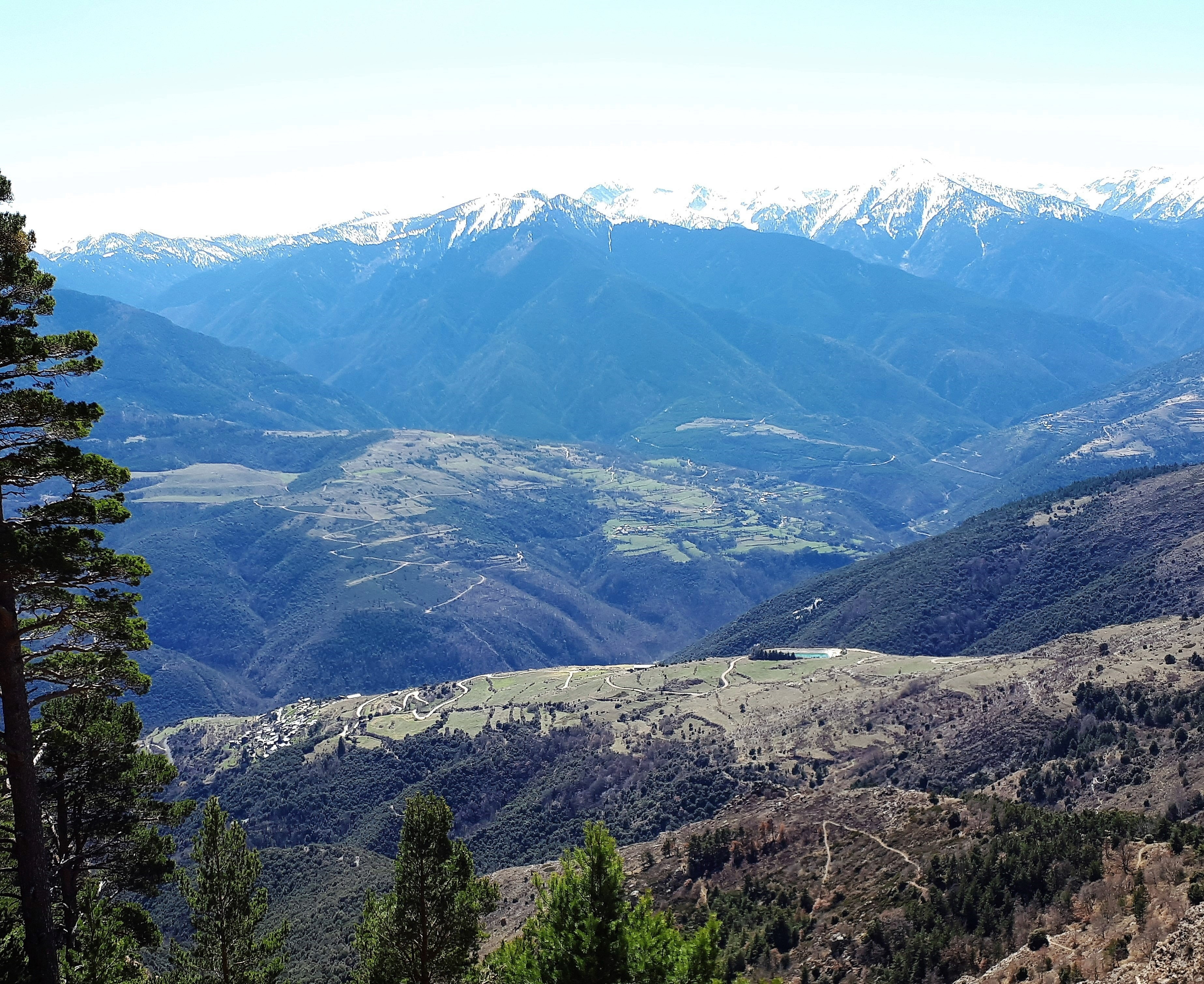
Jujols village (en bas, à gauche) et sa retenue collinaire (au centre).

### Climat
Pour des articles plus généraux, voir Climat de l'Occitanie et Climat des Pyrénées-Orientales.
En 2010, le climat de la commune est de type climat méditerranéen altéré, selon une étude du CNRS s'appuyant sur une série de données couvrant la période 1971-2000. En 2020, Météo-France publie une typologie des climats de la France métropolitaine dans laquelle la commune est exposée à un climat de montagne ou de marges de montagne et est dans la région climatique Pyrénées orientales, caractérisée par une faible pluviométrie, un très bon ensoleillement (2 600 h/an), un air sec, particulièrement en hiver et peu de brouillards.
Pour la période 1971-2000, la température annuelle moyenne est de 11,7 °C, avec une amplitude thermique annuelle de 14,2 °C. Le cumul annuel moyen de précipitations est de 589 mm, avec 6 jours de précipitations en janvier et 5,7 jours en juillet. Pour la période 1991-2020, la température moyenne annuelle observée sur la station météorologique la plus proche, située sur la commune d'Eus à 16 km à vol d'oiseau, est de 13,6 °C et le cumul annuel moyen de précipitations est de 539,8 mm,. Pour l'avenir, les paramètres climatiques de la commune estimés pour 2050 selon différents scénarios d’émission de gaz à effet de serre sont consultables sur un site dédié publié par Météo-France en novembre 2022.

### Milieux naturels et biodiversité

#### Espaces protégés
La protection réglementaire est le mode d’intervention le plus fort pour préserver des espaces naturels remarquables et leur biodiversité associée,.
Dans ce cadre, la commune fait partie.
Deux espaces protégés sont présents sur la commune : 
- le parc naturel régional des Pyrénées catalanes, créé en 2004 et d'une superficie de 139 062 ha, qui s'étend sur 66 communes du département. Ce territoire s'étage des fonds maraîchers et fruitiers des vallées de basse altitude aux plus hauts sommets des Pyrénées-Orientales en passant par les grands massifs de garrigue et de forêt méditerranéenne[20],[21] ;
- la réserve naturelle nationale de Jujols, classée en 1986 et d'une superficie de 467 ha, présente une diversité des milieux naturels favorisant la présence d’une faune riche et variée. La grande faune comprend surtout des ongulés tels que chevreuil, cerf, sanglier et isard. Parmi les oiseaux remarquables, peuvent être rencontrés le grand tétras et le pic noir en forêt, l'aigle royal et le gypaète barbu dans les falaises[22],[23].

#### Réseau Natura 2000

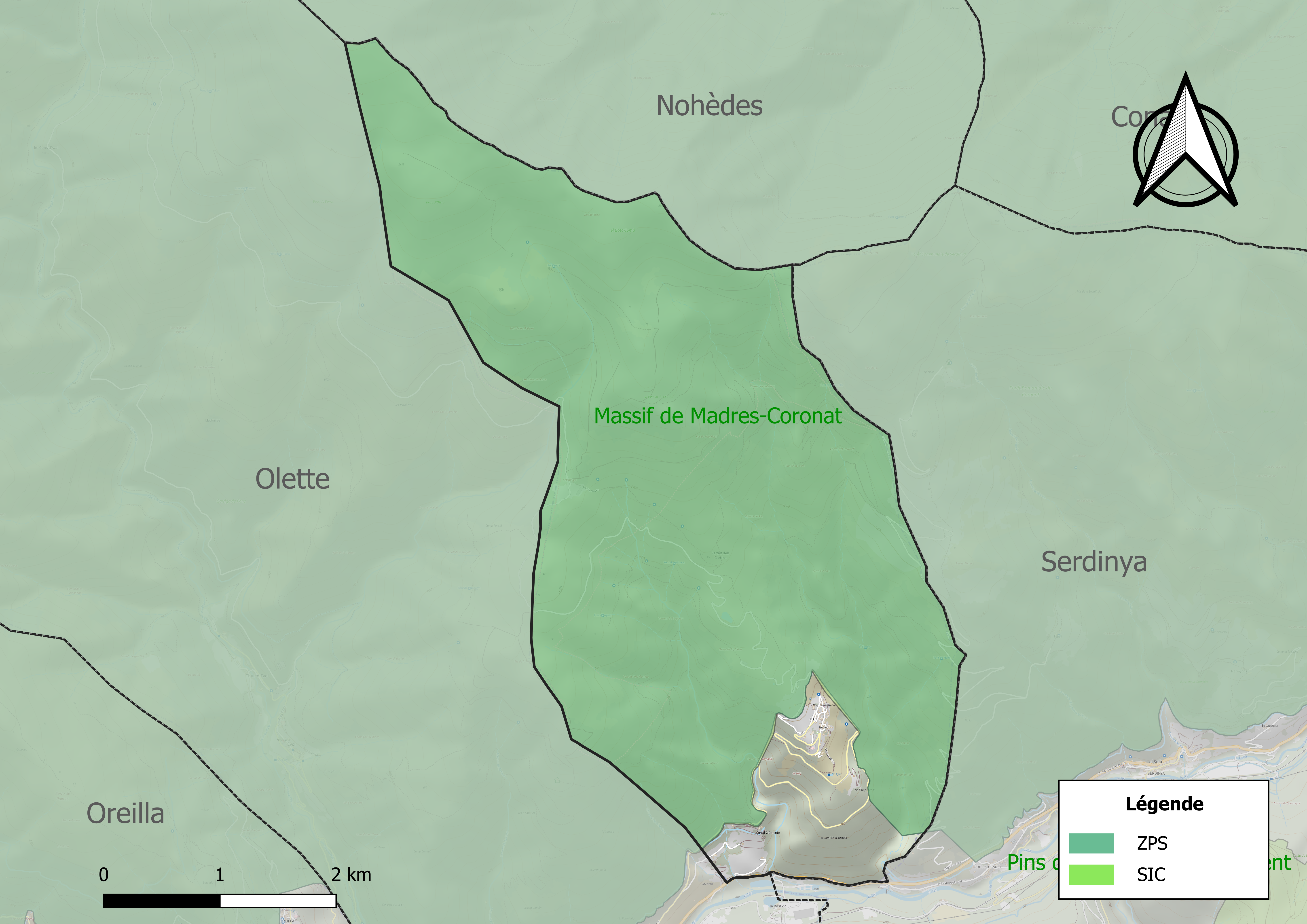
Site Natura 2000 sur le territoire communal.

Le réseau Natura 2000 est un réseau écologique européen de sites naturels d'intérêt écologique élaboré à partir des directives habitats et oiseaux, constitué de zones spéciales de conservation (ZSC) et de zones de protection spéciale (ZPS).
Un site Natura 2000 a été défini sur la commune au titre de la directive habitats.
- le « massif de Madres-Coronat », d'une superficie de 21 363 ha, offre une multitude de faciès de végétation avec aussi bien des garrigues supra-méditerranéennes, des pinèdes à Pin sylvestre ou à Pin à crochet, que des hêtraies pures ou des hêtraies-sapinières, des landes à Genêt purgatif ou à Rhododendron, ou encore des pelouses alpines[26] et  au titre de la directive oiseaux[25]
- le « massif du Madres-Coronat », d'une superficie de 21 396 ha, présente un fort intérêt écologique pour 17 espèces inscrites à l'annexe I de la directive oiseaux, dont le Gypaète barbu[27].

#### Zones naturelles d'intérêt écologique, faunistique et floristique
L’inventaire des zones naturelles d'intérêt écologique, faunistique et floristique (ZNIEFF) a pour objectif de réaliser une couverture des zones les plus intéressantes sur le plan écologique, essentiellement dans la perspective d’améliorer la connaissance du patrimoine naturel national et de fournir aux différents décideurs un outil d’aide à la prise en compte de l’environnement dans l’aménagement du territoire.
Une ZNIEFF de type 1 est recensée sur la commune :
la « Soulane du Mont Coronat » (1 505 ha), couvrant 3 communes du département et une ZNIEFF de type 2, : 
le « versant sud du massif du Madres » (27 267 ha), couvrant 27 communes du département.

Carte des ZNIEFF de type 1 et 2 à Jujols.
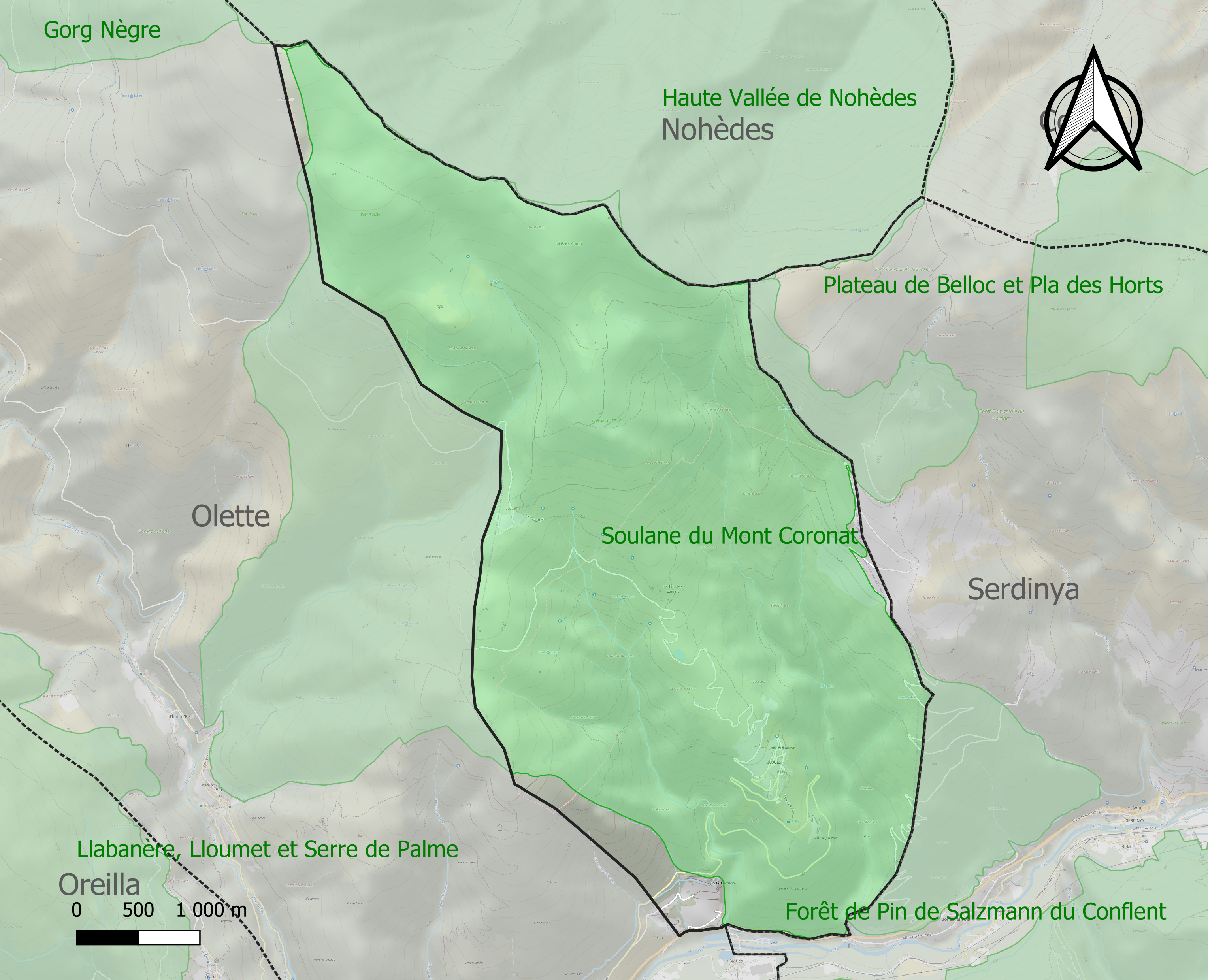
Carte de la ZNIEFF de type 1 sur la commune.
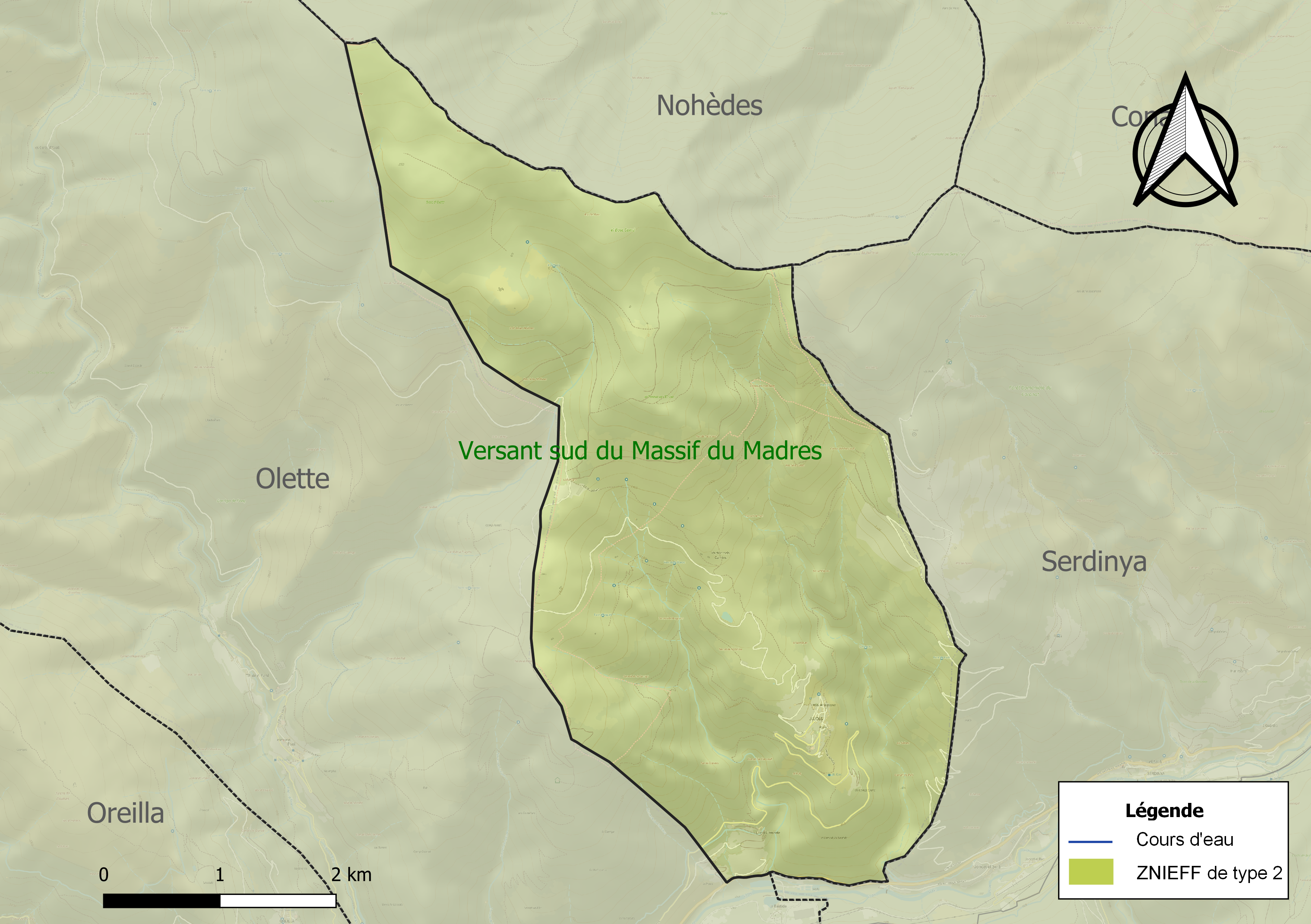
Carte de la ZNIEFF de type 2 sur la commune.

## Urbanisme

### Typologie
Au 1er janvier 2024, Jujols est catégorisée commune rurale à habitat très dispersé, selon la nouvelle grille communale de densité à sept niveaux définie par l'Insee en 2022.
Elle est située hors unité urbaine. Par ailleurs la commune fait partie de l'aire d'attraction de Prades, dont elle est une commune de la couronne,. Cette aire, qui regroupe 26 communes, est catégorisée dans les aires de moins de 50 000 habitants,.

### Occupation des sols
L'occupation des sols de la commune, telle qu'elle ressort de la base de données européenne d’occupation biophysique des sols Corine Land Cover (CLC), est marquée par l'importance des forêts et milieux semi-naturels (98,4 % en 2018), une proportion identique à celle de 1990 (98,4 %). La répartition détaillée en 2018 est la suivante : 
forêts (50,2 %), milieux à végétation arbustive et/ou herbacée (48,2 %), zones agricoles hétérogènes (1,6 %). L'évolution de l’occupation des sols de la commune et de ses infrastructures peut être observée sur les différentes représentations cartographiques du territoire : la carte de Cassini (XVIIIe siècle), la carte d'état-major (1820-1866) et les cartes ou photos aériennes de l'IGN pour la période actuelle (1950 à aujourd'hui).

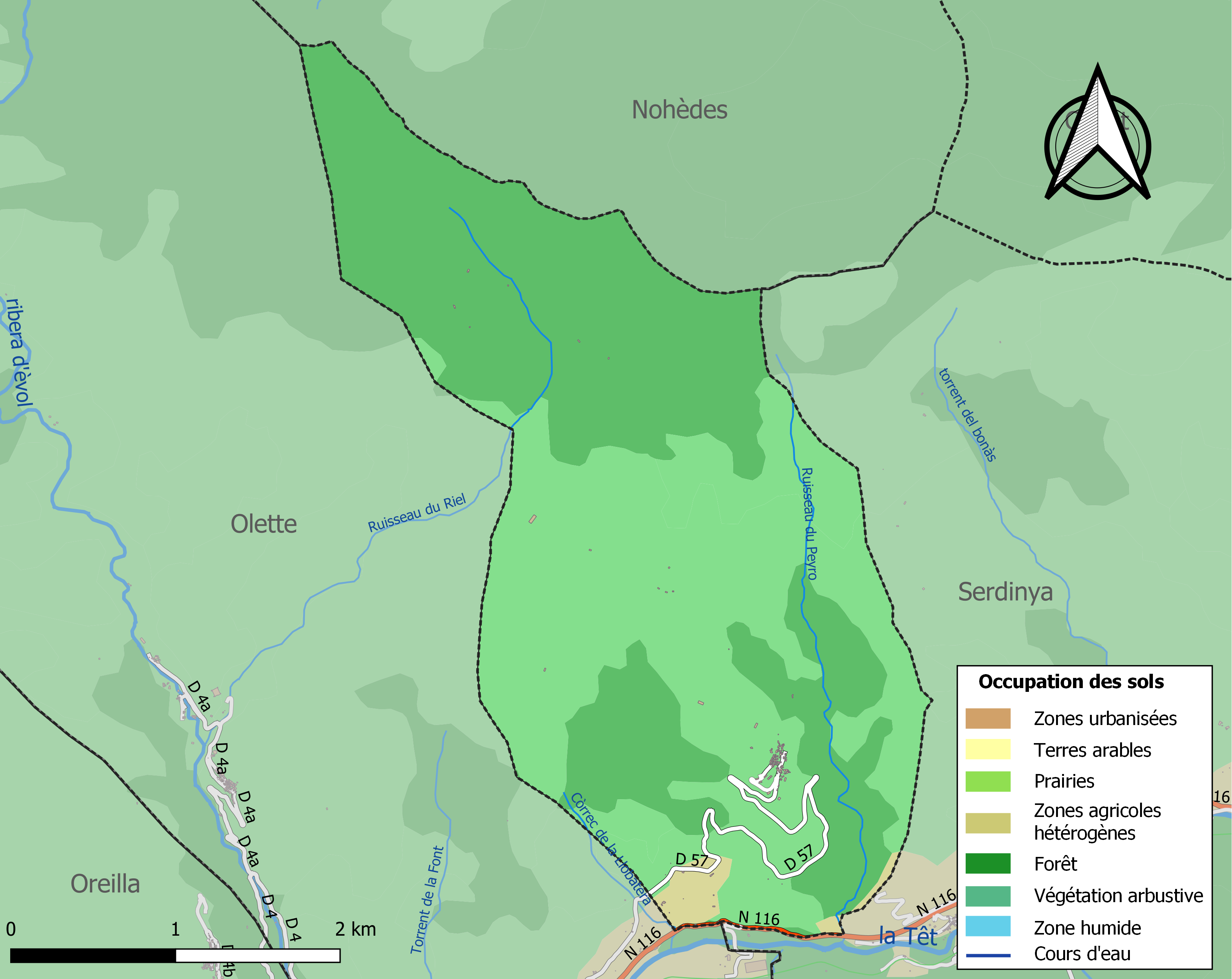
Carte des infrastructures et de l'occupation des sols de la commune en 2018 (CLC).

### Risques majeurs
Le territoire de la commune de Jujols est vulnérable à différents aléas naturels : inondations, climatiques (grand froid ou canicule), feux de forêts, mouvements de terrains et séisme (sismicité moyenne). Il est également exposé à un risque technologique, le transport de matières dangereuses, et à un risque particulier, le risque radon,.

#### Risques naturels

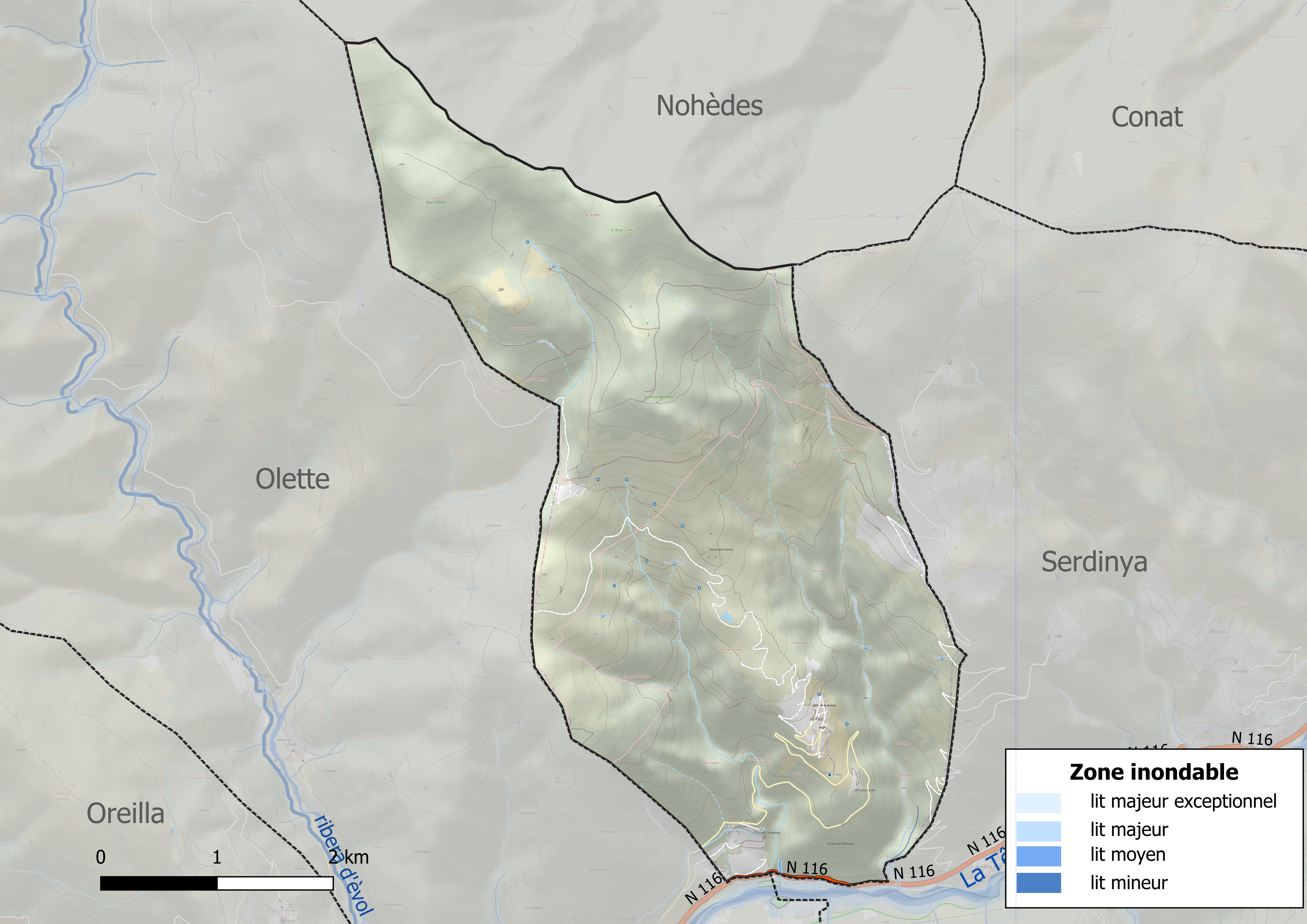
Zones inondables de la commune de Jujols.

Certaines parties du territoire communal sont susceptibles d’être affectées par le risque d’inondation par crue torrentielle de cours d'eau du bassin de la Têt.
Les mouvements de terrains susceptibles de se produire sur la commune sont soit des glissements de terrains, soit des chutes de blocs, soit des effondrements liés à des cavités souterraines.. L'inventaire national des cavités souterraines permet par ailleurs de localiser celles situées sur la commune

#### Risques technologiques
Le risque de transport de matières dangereuses sur la commune est lié à sa traversée par une route à fort trafic. Un accident se produisant sur une telle infrastructure est en effet susceptible d’avoir des effets graves au bâti ou aux personnes jusqu’à 350 m, selon la nature du matériau transporté. Des dispositions d’urbanisme peuvent être préconisées en conséquence.

#### Risque particulier
Dans plusieurs parties du territoire national, le radon, accumulé dans certains logements ou autres locaux, peut constituer une source significative d’exposition de la population aux rayonnements ionisants. Toutes les communes du département sont concernées par le risque radon à un niveau plus ou moins élevé. Selon la classification de 2018, la commune de Jujols est classée en zone 3, à savoir zone à potentiel radon significatif.

## Toponymie
En catalan, le nom de la commune est Jújols.

## Histoire
Lors de la création des communes entre 1790 et 1794, Jujols absorbe le territoire de Flassa.
De 1955 à 1977, le maire Jean Jaulent se bat pour amener l'électricité à Jujols (basse tension) en 1952, puis l'eau courante (projet fontinal) en 1962.
Par la suite, le maire Yvon Robert, élu en 1979, entame avec succès un effort de développement de cette commune. Il permet notamment le développement de l'approvisionnement en eau d'irrigation à l'ensemble du village, la création de la Réserve Naturelle, la construction de logements sociaux, la création de l'AFP (Association Foncière Pastorale) pour permettre a des jeunes bergers de pouvoir s'installer et fait beaucoup pour le rayonnement culturel de Jujols.

## Politique et administration
À compter des élections départementales de 2015, la commune est incluse dans le nouveau canton des Pyrénées catalanes.

### Administration municipale

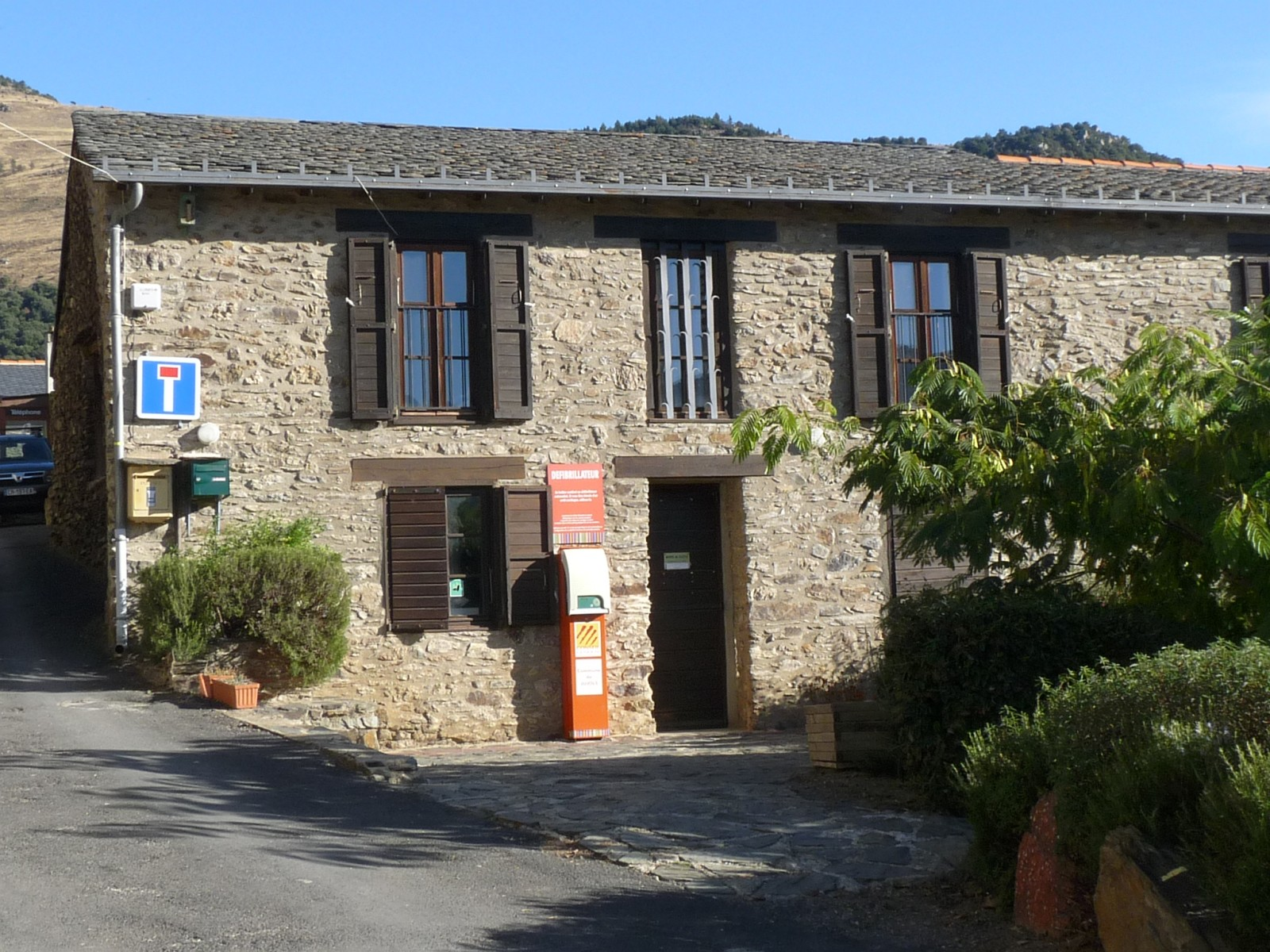
La mairie, à l'entrée du village.
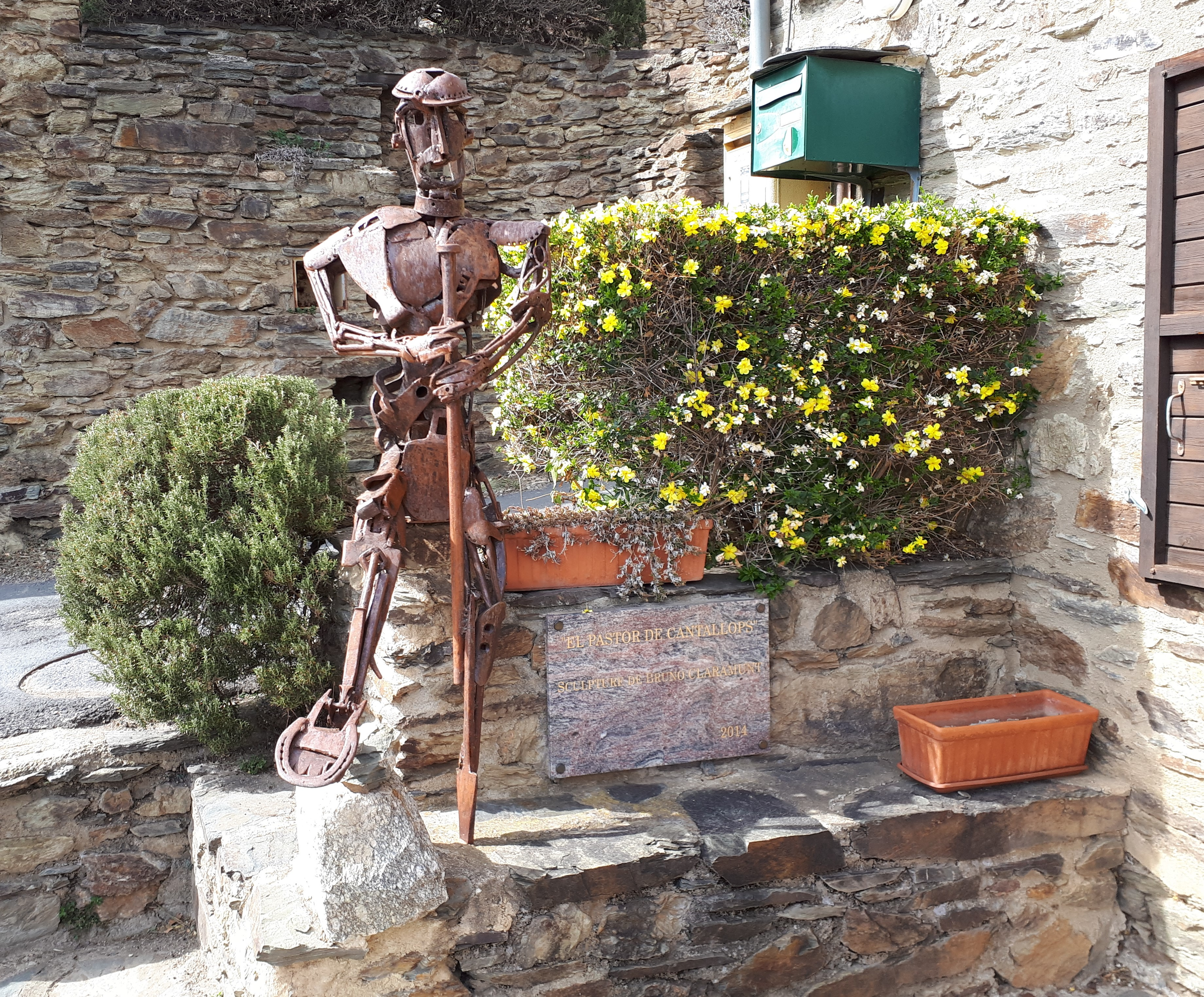
Sculpture en fer à côté de la mairie de Jujols.

### Liste des maires

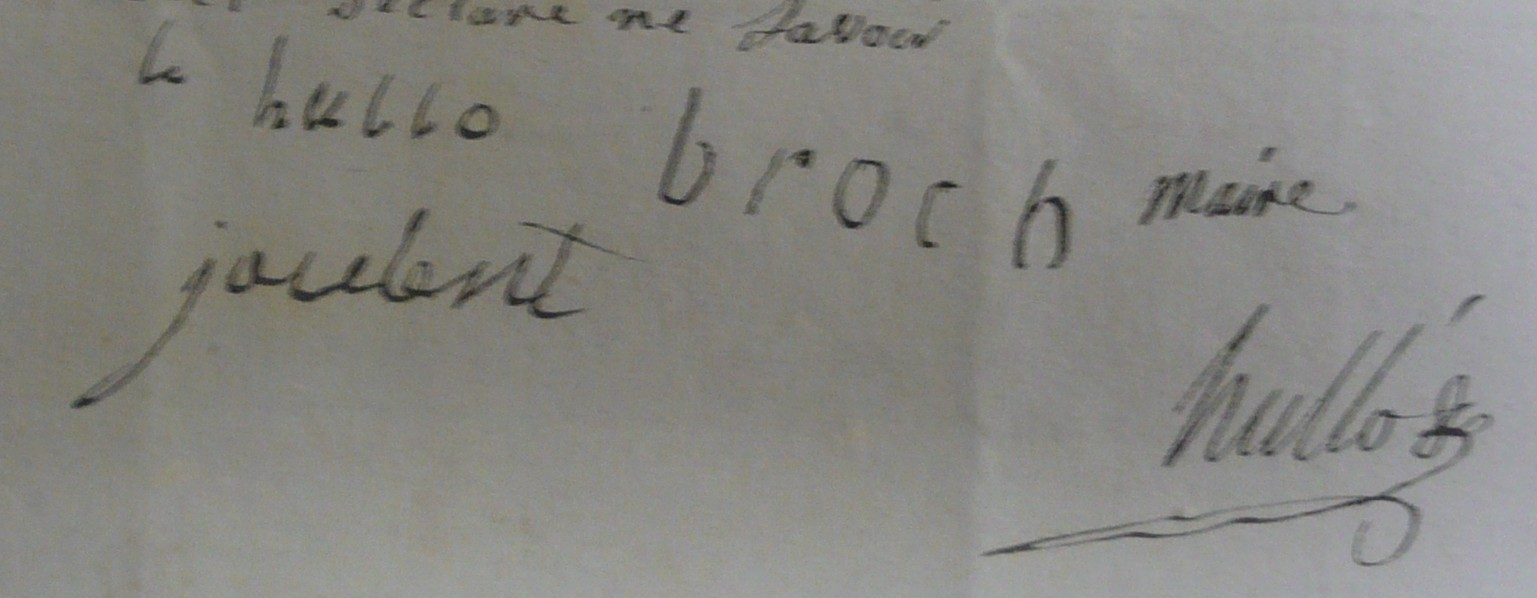
Signatures des maires Jaulent et Broch en 1815.

| Période             | Période   | Identité             | Étiquette | Qualité       |
| ------------------- | --------- | -------------------- | --------- | ------------- |
|                     |           |                      |           |               |
| ?                   | juin 1815 | Jean-Antoine Jaulent |           |               |
| juin 1815           | ?         | Louis Broch          |           | Cultivateur   |
|                     |           |                      |           |               |
| 1955                | 1977      | Jean Jaulent         |           |               |
| 1977                | 1979      | Jean Battle          |           |               |
| 1979                | 1987      | Yvon Robert          | DVG       | Retraité SNCF |
| 1987                | 1989      | Olivier Robert       |           |               |
| 1989                | 1995      | Yvon Robert          |           | Retraité SNCF |
| 1995                | 2001      | Josiane Isnard       |           |               |
| 2001                | 2008      | Jean-Louis Arcis     |           |               |
| 2008, réélu en 2014 | 2020      | Éric Nivet           |           |               |
| 2020                | En cours  | Yaël Delvigne        |           |               |

## Population et société

### Démographie ancienne
La population est exprimée en nombre de feux (f) ou d'habitants (H).
| 1365 | 1378 | 1470 | 1515 | 1553 | 1709 | 1720 | 1767  | 1774 |
| ---- | ---- | ---- | ---- | ---- | ---- | ---- | ----- | ---- |
| 25 f | 15 f | 5 f  | 5 f  | 8 f  | 21 f | 13 f | 168 H | 47 f |

| 1789 | - | - | - | - | - | - | - | - |
| ---- | - | - | - | - | - | - | - | - |
| 35 f | - | - | - | - | - | - | - | - |

Notes :
- 1720 : pour Jujols et Flassa ;
- 1778 : pour Jujols et Flassa, annexe de Sardinia.

### Démographie contemporaine
L'évolution du nombre d'habitants est connue à travers les recensements de la population effectués dans la commune depuis 1793. Pour les communes de moins de 10 000 habitants, une enquête de recensement portant sur toute la population est réalisée tous les cinq ans, les populations de référence des années intermédiaires étant quant à elles estimées par interpolation ou extrapolation. Pour la commune, le premier recensement exhaustif entrant dans le cadre du nouveau dispositif a été réalisé en 2004.

En 2022, la commune comptait 42 habitants, en évolution de −4,55 % par rapport à 2016 (Pyrénées-Orientales : +3,92 %, France hors Mayotte : +2,11 %).
| 1793 | 1800 | 1806 | 1821 | 1831 | 1836 | 1841 | 1846 | 1851 |
| ---- | ---- | ---- | ---- | ---- | ---- | ---- | ---- | ---- |
| 189  | 172  | 242  | 215  | 195  | 191  | 195  | 207  | 218  |

| 1856 | 1861 | 1866 | 1872 | 1876 | 1881 | 1886 | 1891 | 1896 |
| ---- | ---- | ---- | ---- | ---- | ---- | ---- | ---- | ---- |
| 203  | 164  | 137  | 150  | 152  | 159  | 159  | 148  | 157  |

| 1901 | 1906 | 1911 | 1921 | 1926 | 1931 | 1936 | 1946 | 1954 |
| ---- | ---- | ---- | ---- | ---- | ---- | ---- | ---- | ---- |
| 154  | 140  | 113  | 86   | 76   | 60   | 54   | 31   | 28   |

| 1962 | 1968 | 1975 | 1982 | 1990 | 1999 | 2004 | 2006 | 2009 |
| ---- | ---- | ---- | ---- | ---- | ---- | ---- | ---- | ---- |
| 21   | 18   | 11   | 36   | 37   | 43   | 56   | 60   | 46   |

| 2014 | 2019 | 2022 | - | - | - | - | - | - |
| ---- | ---- | ---- | - | - | - | - | - | - |
| 46   | 44   | 42   | - | - | - | - | - | - |

| selon la population municipale des années : | 1968 | 1975 | 1982 | 1990 | 1999 | 2006 | 2009 | 2013 |
| Rang de la commune dans le département      | 215  |      | 192  | 209  | 206  | 197  | 209  | 209  |
| Nombre de communes du département           | 232  | 217  | 220  | 225  | 226  | 226  | 226  | 226  |

### Manifestations culturelles et festivités
- Fête patronale et communale : fin juillet près de la sainte Anne[53].

## Économie

### Emploi
|                | 2008   | 2013   | 2018   |
| -------------- | ------ | ------ | ------ |
| Commune        | 13,5 % | 29,4 % | 11,5 % |
| Département    | 10,3 % | 12,9 % | 13,3 % |
| France entière | 8,3 %  | 10 %   | 10 %   |

En 2018, la population âgée de 15 à 64 ans s'élève à 26 personnes, parmi lesquelles on compte 88,5 % d'actifs (76,9 % ayant un emploi et 11,5 % de chômeurs) et 11,5 % d'inactifs,. En  2018, le taux de chômage communal (au sens du recensement) des 15-64 ans est inférieur à celui du département, mais supérieur à celui de la France, alors qu'en 2008 il était supérieur à celui du département.
La commune fait partie de la couronne de l'aire d'attraction de Prades, du fait qu'au moins 15 % des actifs travaillent dans le pôle,. Elle compte 4 emplois en 2018, contre 6 en 2013 et 7 en 2008. Le nombre d'actifs ayant un emploi résidant dans la commune est de 21, soit un indicateur de concentration d'emploi de 19,2 % et un taux d'activité parmi les 15 ans ou plus de 55,8 %.
Sur ces 21 actifs de 15 ans ou plus ayant un emploi, 3 travaillent dans la commune, soit 14 % des habitants. Pour se rendre au travail, 90,5 % des habitants utilisent un véhicule personnel ou de fonction à quatre roues et 9,5 % s'y rendent en deux-roues, à vélo ou à pied.

### Activités hors agriculture
Un seul établissement relevant d’une activité hors champ de l’agriculture est implanté  à Jujols au 31 décembre 2019.

### Agriculture
|               | 1988 | 2000 | 2010 | 2020 |
| ------------- | ---- | ---- | ---- | ---- |
| Exploitations | 5    | 4    | 3    | 1    |
| SAU (ha)      | 201  | 794  | 424  | 259  |

La commune est dans le Conflent, une petite région agricole occupant le centre-ouest du département des Pyrénées-Orientales. En 2020, l'orientation technico-économique de l'agriculture  sur la commune est l'élevage d'ovins ou de caprins. Une seule  exploitation agricole ayant son siège dans la commune est recensée lors du recensement agricole de 2020 (cinq en 1988). La superficie agricole utilisée est de 259 ha,,.

## Culture locale et patrimoine

### Monuments et lieux touristiques
Jujols a la particularité de ne pas posséder de monument aux morts sur son territoire.
- À l'entrée du village, la petite église paroissiale Saint-Julien-et-Sainte-Basilisse  Inscrit MH (1967), de style roman, entourée de son cimetière, date du XIe siècle.
- L'église Saint-Marcel de Flassa ;
- Église Sainte-Colombe du château.
- Chapelle Sainte-Anne de Jujols.
- Chapelle Sainte-Marie de Jujols.
- Une ancienne demeure seigneuriale.

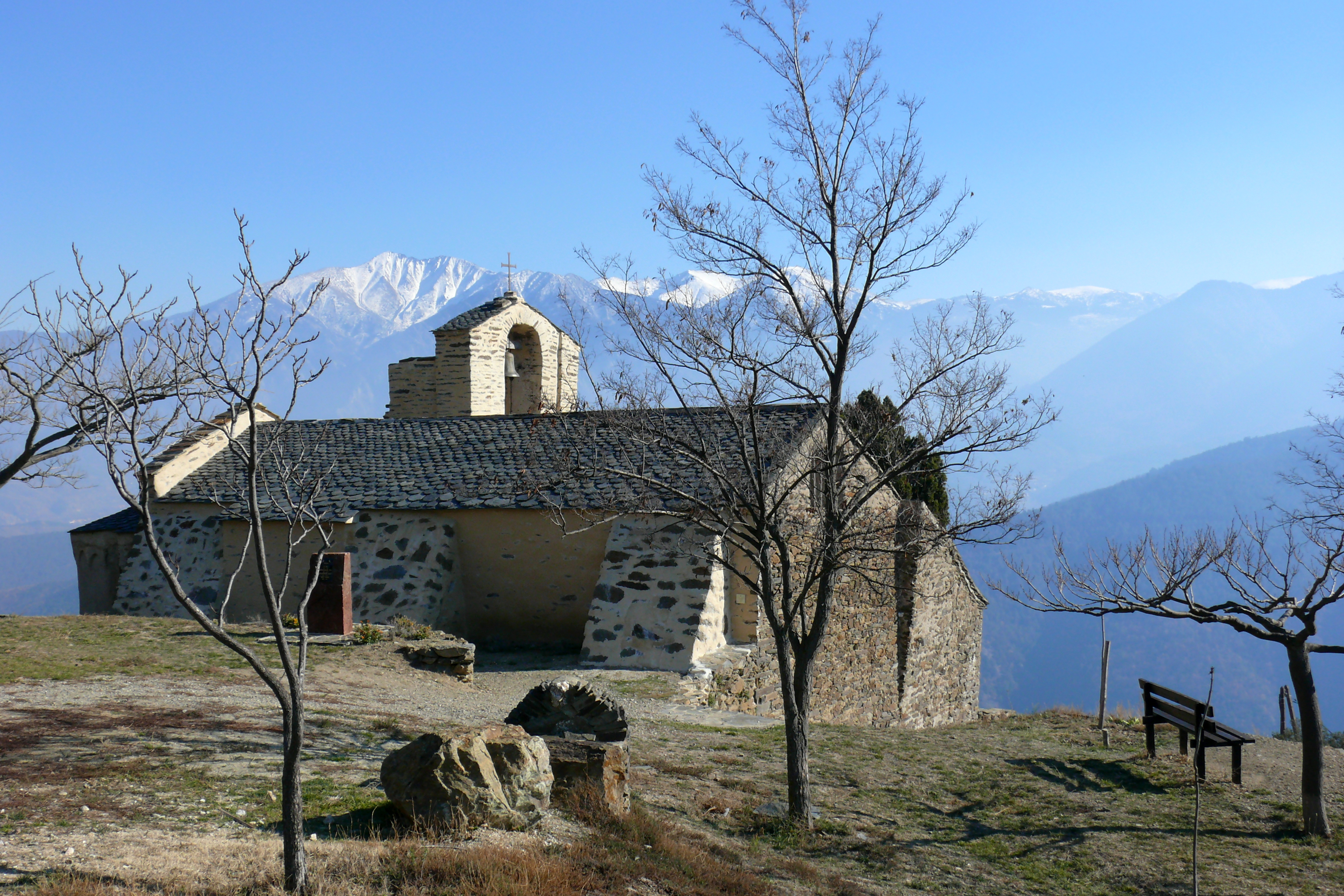
L'église Saint-Julien-et-Sainte-Basilisse
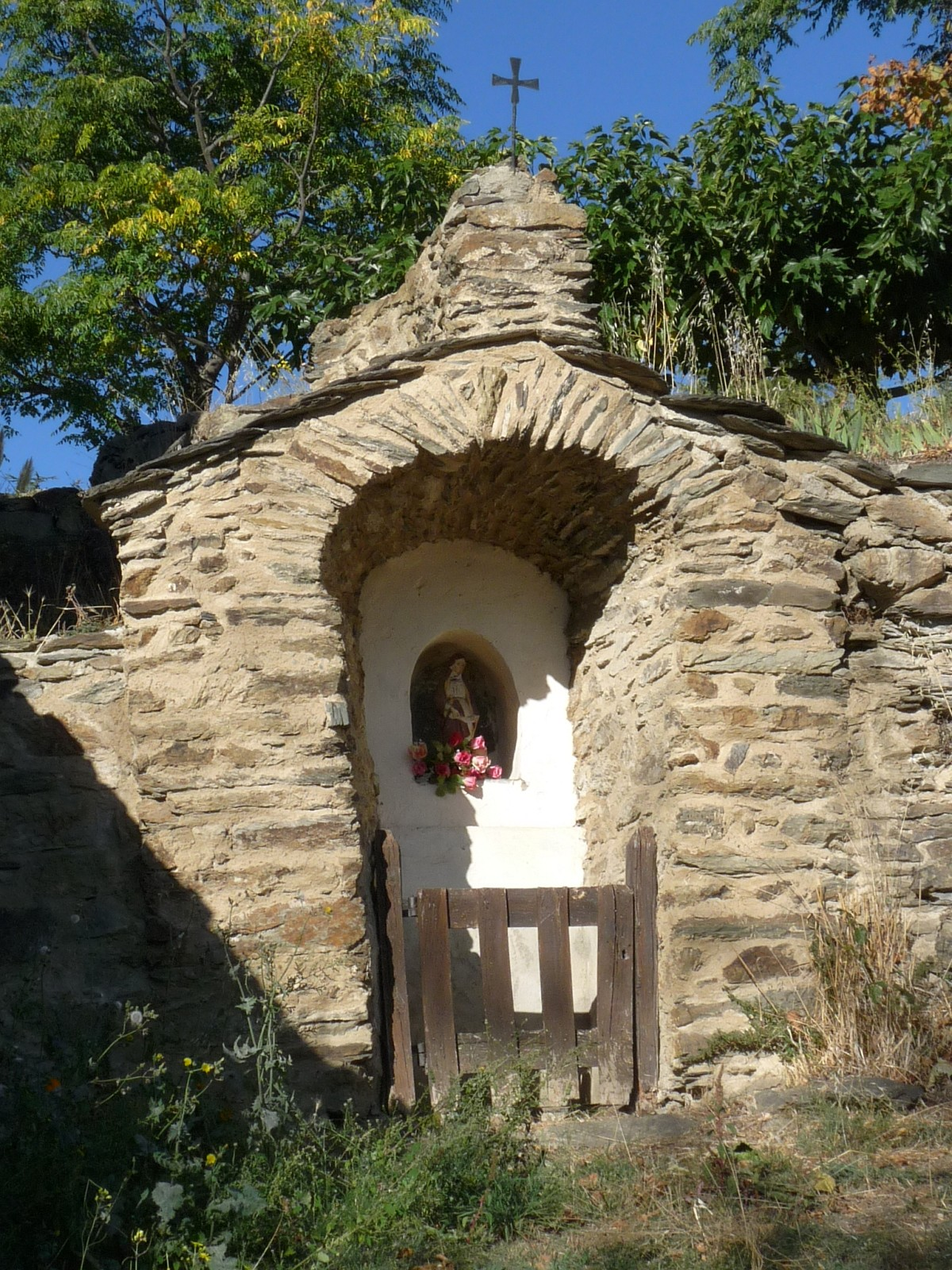
Oratoire au pied de l'église.
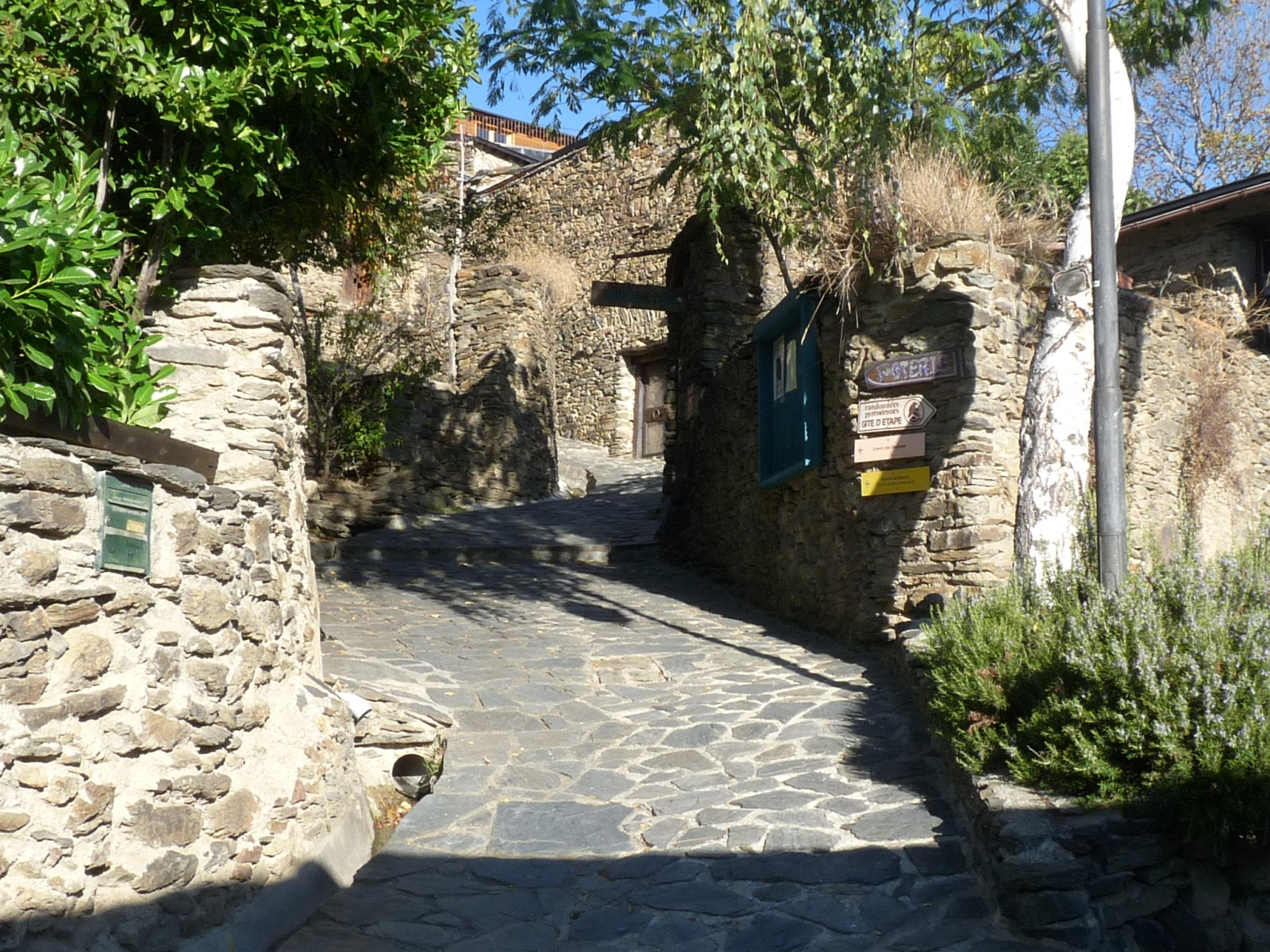
Rue du bourg.
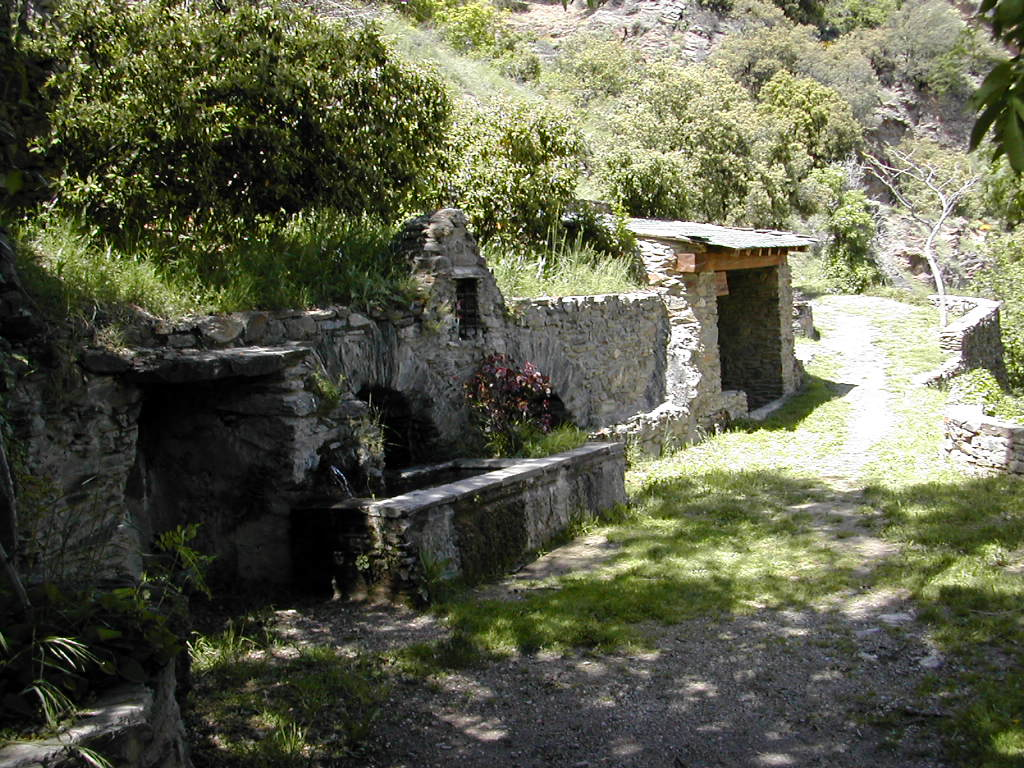
La fontaine Sainte-Famille.

### Patrimoine environnemental
Une partie du Site Natura 2000 du Madres-Coronat se trouve sur le territoire de la commune. Ce site est partie intégrante du Parc naturel régional des Pyrénées catalanes. Il en est de même pour la réserve naturelle de Jujols.

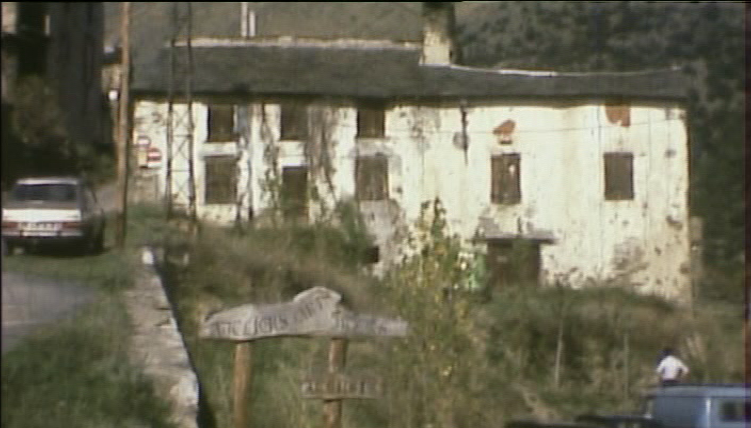
Entrée de Jujols.
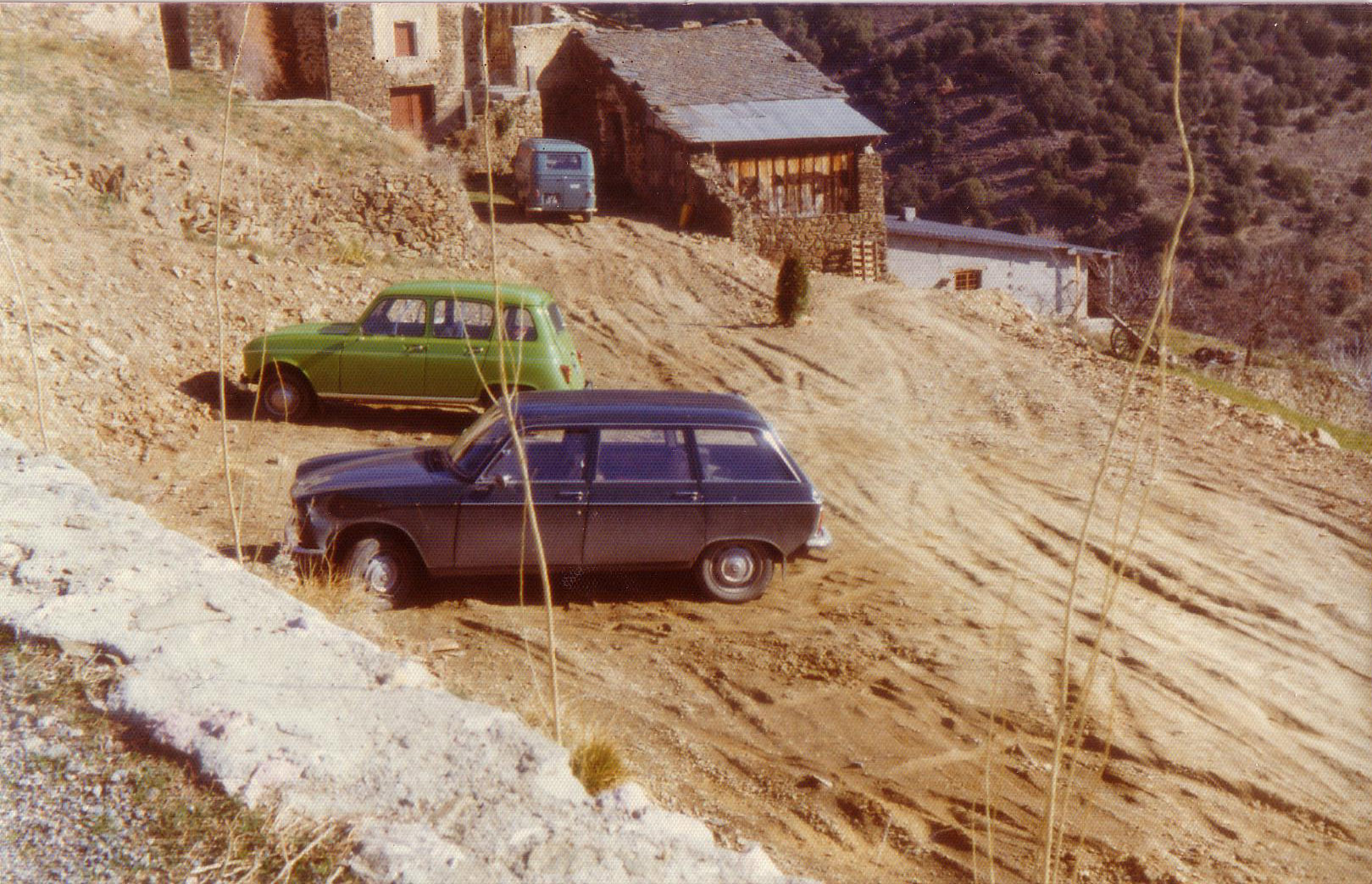
L'entrée du village (le parking Robert).
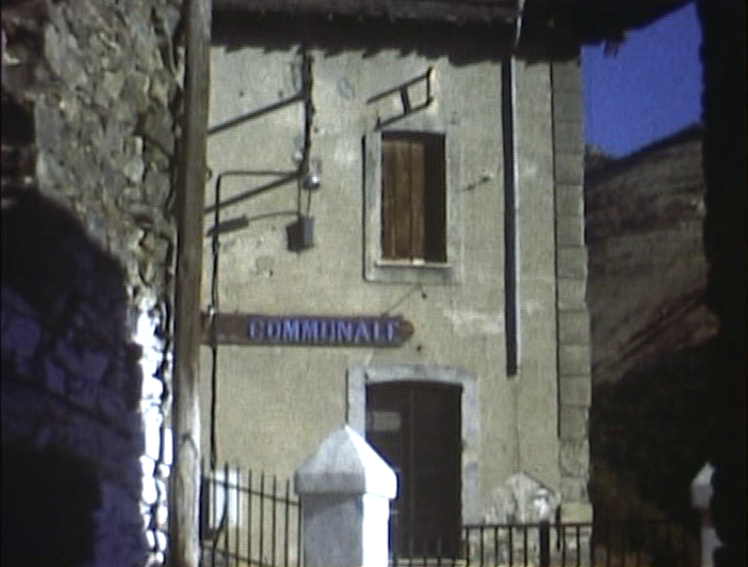
La mairie et école communale.
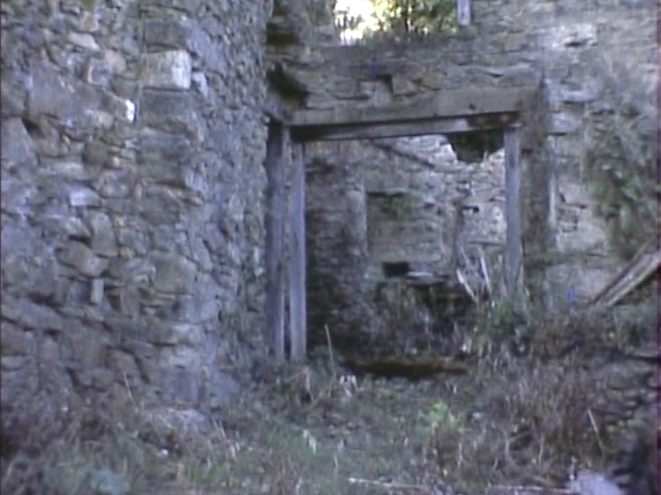
Le fief en ruine.
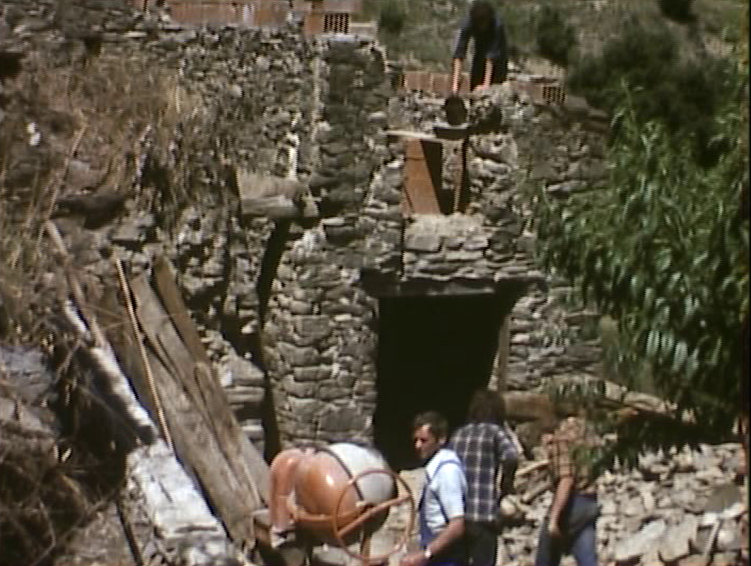
Le fief en cours de restauration.
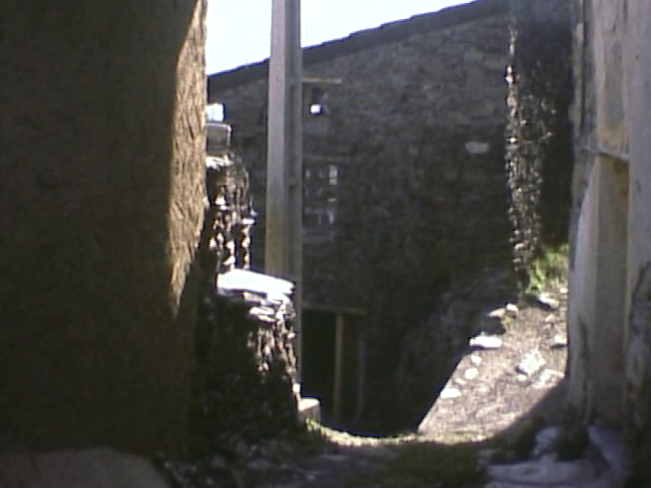
Rue centrale.
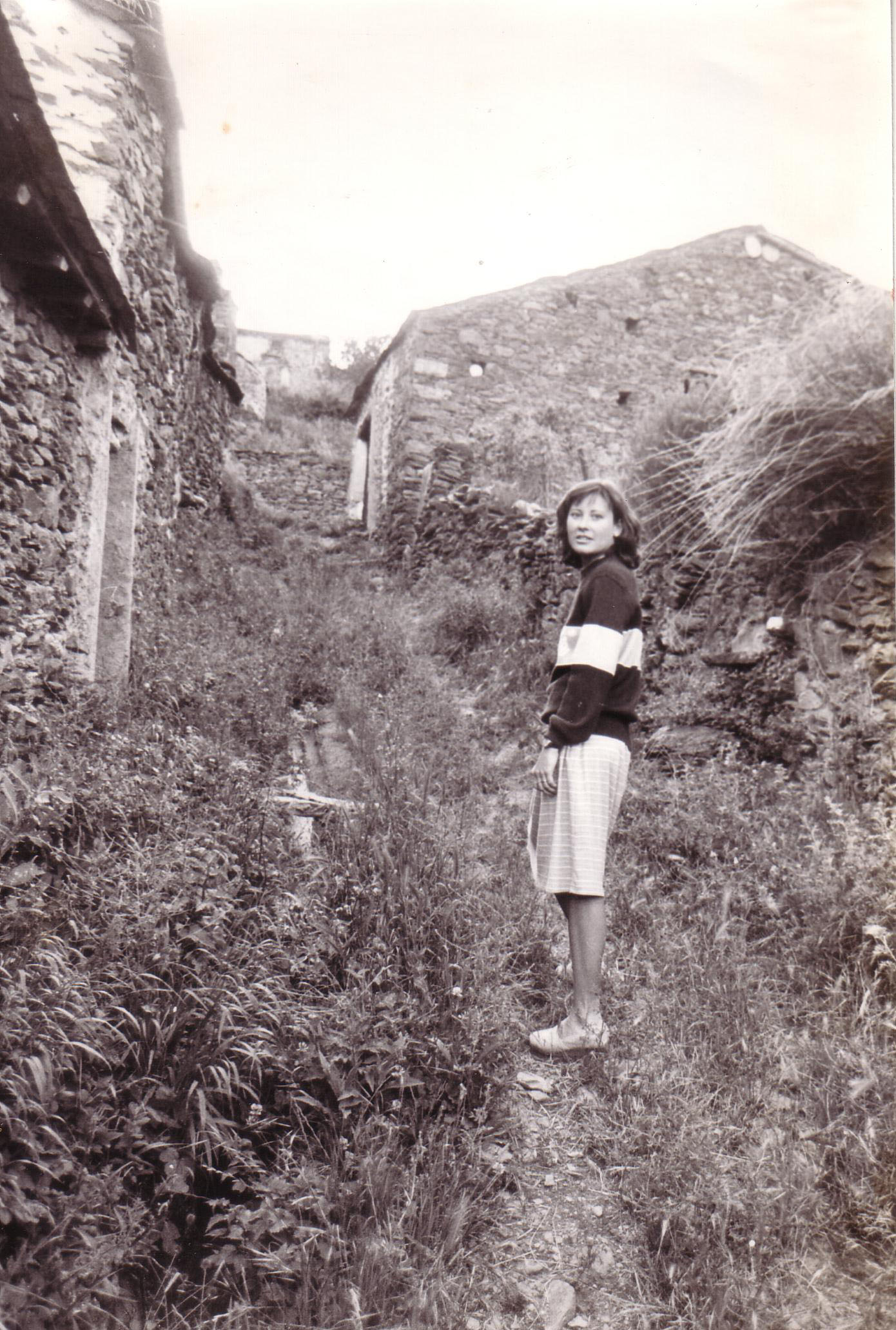
La rue Belloc.
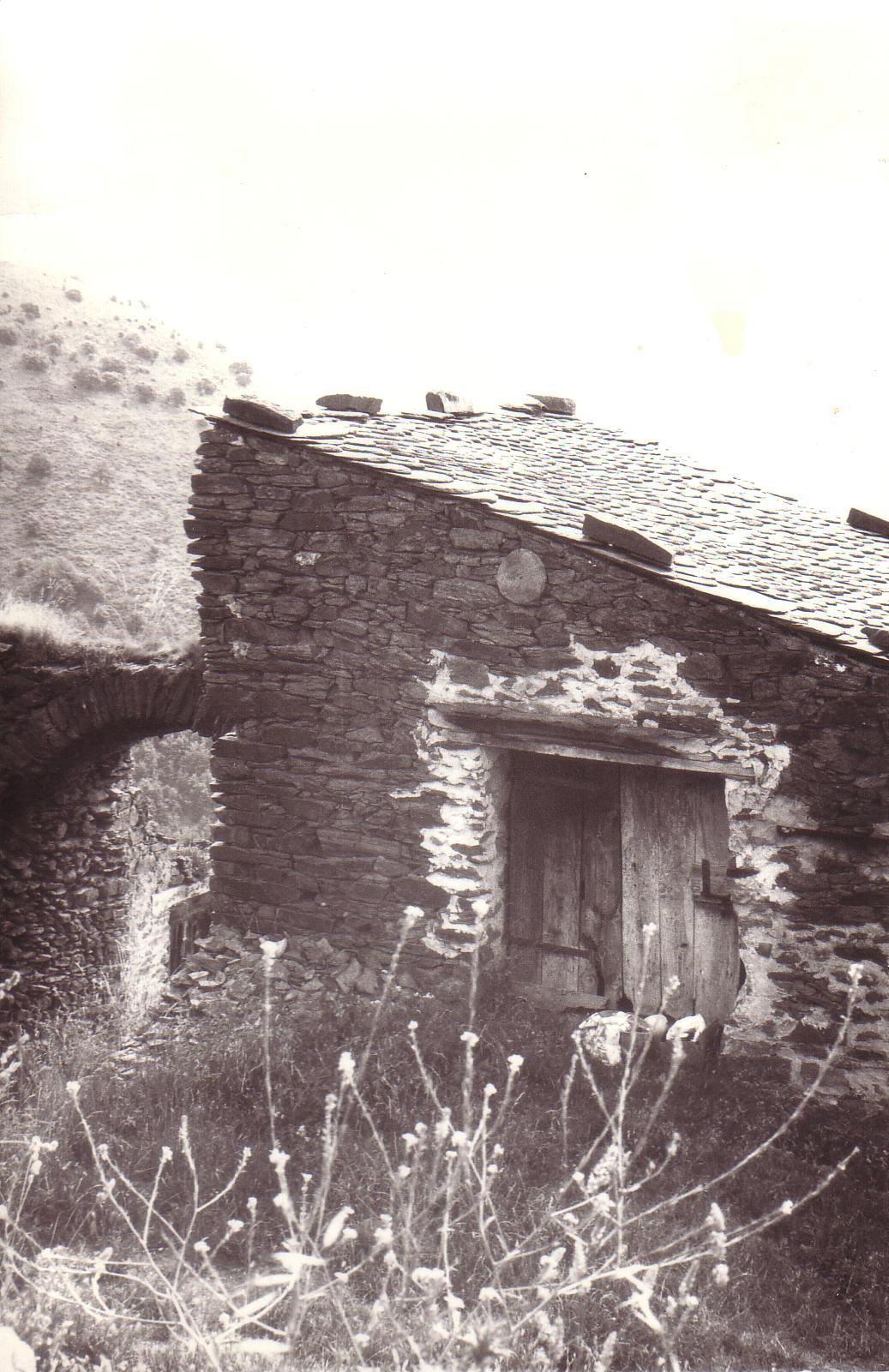
La tour 2.
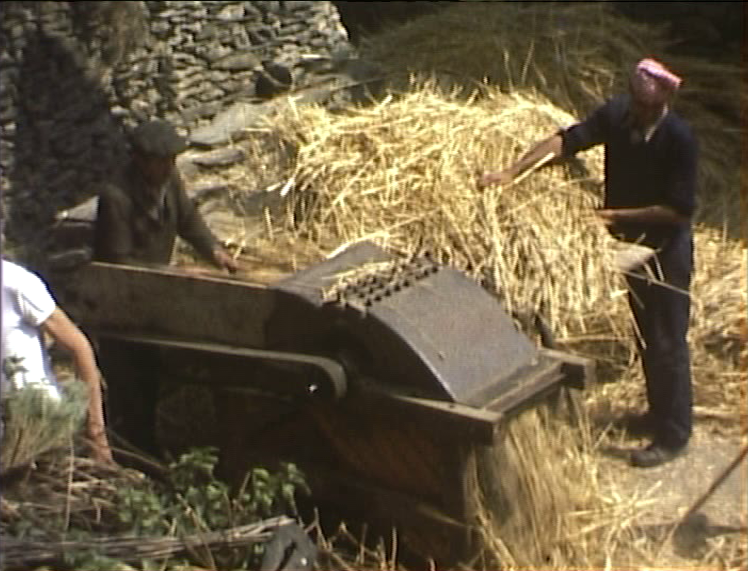
Le blé au tarare.
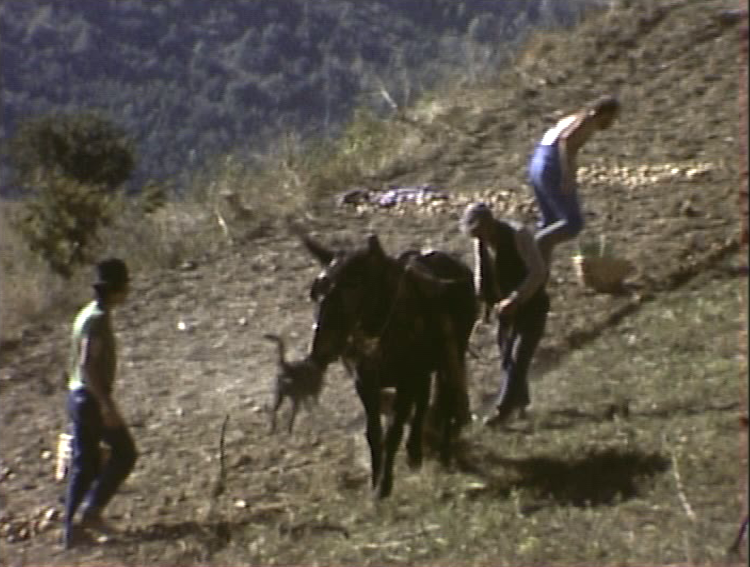
Travaux des champs à l'ancienne.